# Federico Páez Martín
Federico Páez Martín (Las Palmas de Gran Canaria, España, 18 de febrero de 1948) es un exfutbolista español que se desempeñaba como defensa. Tras su retirada del fútbol siguió vinculado al club canario como encargado de instalaciones y entrenador de categorías inferiores. En 2013 se jubiló definitivamente,  recibiendo la insignia de Oro y Brillantes del club.

## Clubes
| Club             | País   | Año       |
| ---------------- | ------ | --------- |
| U. D. Las Palmas | España | 1971-1983 |